# جيمبوري
مجموعة جيمبوري المتحدة شركة أمريكية مقرّها «سان فرانسيسكو».
تدير سلسلة أكثر من 1200 متجر متخصص بالتجزئة لبيع ملابس الأطفال في (الولايات المتحدة، بورتو ريكو، وكندا).
استحوذت "Bain Capital" على الشركة عام 2010.
تقدّمت شركة جيمبوري" للإفلاس في ايلول 2017.